# Jesse Stone: Knallhart
Jesse Stone: Knallhart ist die zweite Episode der Fernsehfilmreihe Jesse Stone. Sie lief 2006 zum ersten Mal in den USA und 2009 erstmals in Deutschland. Die dem Originaltitel gleichnamige Buchvorlage erschien 1997. Der Film ist das Prequel der ersten Folge der Reihe. Etwa drei Monate später folgte Totgeschwiegen.

## Handlung
Knallhart erzählt die Vorgeschichte zu Eiskalt, der 2005 lief.
Jesse Stone ist vom Morddezernat der Polizei in Los Angeles wegen Trunkenheit im Dienst entlassen worden. Er macht sich zusammen mit seinem Hund Boomer auf den Weg aus seiner alten Heimat in den kleinen Ort Paradise, Massachusetts, wo er sich um die Stelle als Polizeichef beworben hat und zum Vorstellungsgespräch eingeladen worden ist. Er ist von seiner Ex-Frau Jenn frisch geschieden, telefoniert aber täglich mit ihr.
Nachdem er schon am Vorabend reichlich getrunken hat, begeht er den Fehler, am Morgen des Vorstellungsgesprächs ein Glas Scotch zu trinken, was von den Beteiligten bemerkt und hinterher entsprechend kommentiert wird („Hat gestunken wie eine Brauerei“).
Trotz des ungünstigen Vorstellungsgesprächs wird Jesse Stone vom Stadtrat eingestellt.
Hastings „Hasty“ Hathaway, Bankier und Vorsitzender des Stadtrats, übergibt konspirativ an einer Mole bei einem abgewrackten Frachter dem bisherigen Polizeichef, Lou Carson, einen Umschlag mit 50.000 Dollar, offenkundig Schmiergeld. Hathaway erklärt, dass diese Zusammenarbeit beendet ist, da er ihm zu teuer sei. Dies ist ersichtlich der eigentliche Grund für Carsons Ausscheiden als Polizeichef. Einen billigen Ersatz habe man schon gefunden; einen Alkoholiker, der froh sei, sich hier verkriechen zu können.
Lou Carson wird von seinen bisherigen Mitarbeitern verabschiedet, er war offenbar sehr beliebt.
Kaum hat Jesse Stone begonnen, sich mit den neuen Mitarbeitern bekannt zu machen, wird er zu einem Fall häuslicher Gewalt gerufen. Dort stößt er auf Joe Genest, der seine Exfrau in ihrem Haus bedroht. Stone setzt auf unkonventionelle Weise das gerichtliche Annäherungsverbot gegen Genest durch.
Nach anfänglicher Reserviertheit fassen allmählich die Mitarbeiter von Stone Zutrauen. Seinem Officer Luther Simpson gibt der den Spitznamen „Koffer“ (im Original „Suitcase“ oder kurz „Suit“), während er sich von D’Angelo, den er nicht leiden kann, verbittet, ihn „Skipper“ zu nennen.
An der Steilküste stößt Genest mit einem gestohlenen Laster Lou Carson in seinem Auto über die Klippen, der dabei ums Leben kommt.
Der Leiter der Mordkommission von Boston, Captain Healy, besucht Stone und informiert ihn über den überraschenden Tod seines Vorgängers. Stone hat Zweifel an der zunächst verbreiteten Unfallhypothese. Die Ermittlungen der Bostoner Mordkommission bestätigen schließlich diese Zweifel. Stone verdächtigt Genest der Tat. Der behauptet, er hätte ein Alibi, ohne über den Zeitpunkt der Tat Bescheid zu wissen. Healy warnt Stone vor Genest, der von der Bostoner Polizei verdächtigt wird, einige Auftragsmorde begangen zu haben.
Mit der juristischen Beraterin der Stadt, Abby Taylor, beginnt Stone ein Verhältnis, während er die Frau Hathaways, die ihm offene Avancen macht, abblitzen lässt.
Stones Hund, Boomer, muss wegen einer beginnenden Niereninsuffizienz eingeschläfert werden. Da er die Tierärztin nicht leiden kann, bittet er Doc Perkins, den Kinderarzt und Leichenbeschauer der Stadt, dies zu tun. Zugleich überredet er ihn, künftig als Gerichtsmediziner für Paradise zu fungieren.
Als Stone während der Überwachung von Genest erkennt, dass Hathaway und Genest Geldwäsche betreiben, stellt er beiden eine Falle: Er erzählt dem rasend eifersüchtigen Hathaway, Genest hätte eine Affäre mit seiner Frau. Er verabredet sich mit Hathaway abends an dem Schiffswrack, wo er auch seinen Officer, Luther Simpson, postiert. Genest erscheint am Treffpunkt und will Stone töten, doch Hathaway erschießt ihn hinterrücks mit der Dienstwaffe des Polizeichefs. Dann will er mit Genests Waffe auch Stone töten, doch dieser kann ihn davon überzeugen, dass diese Version unglaubhaft wäre, und zur Aufgabe überreden.

## Ausstrahlung
Die Original-Erstausstrahlung des Fernsehfilms erfolgte am 15. Januar 2006 auf dem amerikanischen Fernsehsender CBS. Im deutschen Fernsehen war der Film erstmals am 7. Januar 2009 im ZDF zu sehen.

## Hintergrund
Der Film spielt – wie die anderen Filme der Reihe – in der fiktiven Stadt Paradise, Massachusetts. Gedreht wurde stattdessen in Halifax und Lunenburg (Nova Scotia) in Kanada. Letzteres verkörpert das fiktive Paradise.

## Rezeption
„Unaufgeregter Kriminalfilm, in der Hauptrolle markant gespielt, angelegt zwischen Phlegma und Durchsetzungskraft.“

„Tom Selleck glänzt hier einmal mehr in der Rolle des desillusionierten Jesse Stone, der sich das Vertrauen der Einwohner seiner neuen Heimat erst hart erarbeiten muss.“

„Selleck kehrt zurück in jener Rolle, die er bereits in dem etwa ein Jahr zuvor veröffentlichten Krimi "Stone Cold" verkörperte, in einem als Prequel konzipierten, stimmungsvoll ruhigen Thriller.“